# Laborautomatisierung

Ein open source Autosampler

Laborautomatisierung ist ein spezielles Gebiet der Automatisierungstechnik. Sie befasst sich mit der Automatisierung von Laborprozessen in der Chemie, Bio-, Pharma- und Lebensmitteltechnologie sowie in der Medizin.

## Ursprung
Der Begriff Laborautomatisierung (auch Laborautomation) wurde in den 1970er Jahren in der chemischen Industrie geprägt. Die Laborautomatisierung ist ursprünglich entstanden, um die bei Laborsynthesen bis dahin manuell durchgeführten chemisch verfahrenstechnischen Grundoperationen wie Rühren, Temperieren, Dosieren etc. sowie das Registrieren und Überwachen der Messwerte automatisiert durchzuführen. Ziel war es, durch automatisierte Fahrweise die Reproduzierbarkeit zu verbessern, und Kosten zu sparen. Die ersten „Automatischen Laborreaktoren“ bestanden aus einem Glasreaktor, einem Heiz/Kühl-Thermostat, mindestens einem Dosiersystem (z. B. Dosierpumpe) für die definierte Zugabe von Edukten oder für die pH-Regelung, einem elektrischen Rührantrieb und eventuell weiteren Glasaufbauten, Sensoren und Laborgeräten. Die Sensoren (z. B. für Temperatur und pH), Aktoren (Pumpen und Ventile) und Geräte (Rührer und Heiz/Kühl-Thermostat) wurden über ein so genanntes Prozessinterface mit einem Rechner verbunden, der die Abläufe steuern, die Messwerte erfassen und ggf. Prozessgrößen (pH, Temperatur) regeln konnte.

## Anwendung
Heute überspannt der Begriff Laborautomatisierung ein weites Feld in der chemischen, biotechnischen sowie der Nahrungs- und Getränke-Industrie und ist keinesfalls mehr eindeutig. Die Geräte und Programme für die Laborautomatisierung unterscheiden sich wesentlich, je nachdem ob sie zur Automatisierung eines verfahrenstechnischen Laborprozesses, z. B. eines Laborreaktorsystems oder zur Automatisierung eines Analytiklabors eingesetzt werden. Entsprechend haben sich die Laborautomatisierungs-Anbieter in der Regel auf die Bereiche Synthese oder Analytik spezialisiert. Arbeitsschritte im Labor zu automatisieren ermöglicht nicht nur eine Entlastung der Mitarbeiter, um dem Fachkräftemangel entgegenzuwirken, sondern auch, die Zuverlässigkeit zu erhöhen. Hierbei wird die Genauigkeit maschineller Ausführungen von repetitiven Tätigkeiten genutzt.

## Digitalisierung der Abläufe
Viele Arbeitsprozesse in einem modernen Labor können von rechnergestützten Laborautomatisierungssystemen durchgeführt werden. Dazu gehört die automatische Durchführung von Messungen aller Art (mit Hilfe geeigneter Sensoren und Analysatoren), die Ansteuerung der Aktoren (Pumpen, Ventile, Roboter etc.), das automatische Führen des Laborjournals sowie die Filterung, Auswertung und Darstellung von Information aus Datenbanken. Um einen Rechner dazu zu bringen, die erforderlichen Operationen automatisch durchzuführen, werden einfache und dennoch leistungsfähige und vielseitige Programmiersprachen benötigt. Standard-Programmiersprachen wie BASIC, C oder Delphi eignen sich nur schlecht für diese Aufgaben, da ihnen als wichtige Eigenschaften die zeitabhängigen Befehle zur Realisierung von zeitgesteuerten Abläufen und die Multitaskingfähigkeit fehlen. Normale Automatisierungssprachen eignen sich im Prinzip, sind aber für den normalen Laboranwender zu kompliziert in der Anwendung.
Nachdem man erkannt hatte, dass im Labor- und Technikumsbereich über die von den klassischen Prozessleitsystemen (PLS) geleisteten Grundfunktionen, wie Erfassen von Messwerten, Steuern und Regeln hinaus, sich die Anforderungen zunehmend auf gehobene leittechnische Funktionen erweitern, hat der Arbeitskreis 2.4 der Normenarbeitsgemeinschaft für Mess- und Regelungstechnik der chemischen Industrie (NAMUR) die Anforderungen für an die Prozessleittechnik im Bereich Forschung und Entwicklung im Arbeitsblatt NA 27 systematisch zusammengestellt. Dazu zählen u. a. Möglichkeiten zur Protokollierung und Auswertung, zur Optimierung des Verfahrensablaufes, oder zur komfortablen Konfiguration durch Nicht-Fachkräfte. In der NAMUR Empfehlung NE 28 „Empfehlung zur Ausführung von elektrischen Steckverbindungen für die analoge und digitale Signalübertragung an Labor-MSR-Einzelgeräten“ des Arbeitskreises 2.4 wird gefordert, dass die Instrumentierungskomponenten (Sensoren, Aktoren, Laborgeräte etc.) durch das Laborpersonal ohne Verdrahtungsarbeiten verwechslungssicher an das Automatisierungssystem angeschlossen werden können.

## Autonome Forschungssysteme
Forscher demonstrierten 2020 einen modularen, mobilen Chemiker-Roboter, welcher Laborinstrumente bedienen, nahezu ununterbrochen arbeiten und selbstständig, entsprechend experimenteller Ergebnisse, über seine weiteren Aktionen entscheiden kann. Das „Robot Scientist“ Projekt, welches 2004 gestartet wurde, hatte ein ähnliches Ziel.